# Коптюг, Игорь Валентинович
И́горь Валенти́нович Коптю́г — российский химик. Член-корреспондент РАН (c 02.06.2022), доктор химических наук, руководитель лаборатории магнитно-резонансной томографии, заместитель директора по научной работе Института «Международный томографический центр» СО РАН.

## Биография
Родился в 1963 году в семье ученого-химика Коптюга Валентина Афанасьевича.
В 1991 году защитил диссертацию на степень кандидата химических наук по теме «Экспериментальное и теоретическое изучение стимулированной поляризации ядер в короткоживущих бирадикалах». C 2001 года работает в Международном томографическом центре. В 2003 году защитил докторскую диссертацию по теме «ЯМР томография процессов массопереноса и химических превращений в гетерогенных системах».
Игорь Валентинович является специалистом в области магнитно-резонансной томографии в химии. Исследовал каталитические процессы, модельные реакторы, а также новые материалы на основе создания и применения новых инструментальных методов. Разработал технологию гиперполяризации пропана.
Коптюг Игорь Валентинович применил метод магнитно-резонансной томографии для исследования пористых материалов, а также газообразных углеводородов в каналах. Также учёный визуализировал гетерогенные реакции, при помощи ядерного магнитного резонанса провёл прямую томографию твёрдых материалов и неинвазивную термометрию с пространственным разрешением работающего каталитического реактора Работы Игоря Валентиновича в данной области высоко оценены как в России, так и мировым научным сообществом.

## Основные работы
Автор более 230 публикаций в рецензируемых научных журналах, написал самостоятельно и в соавторстве 12 монографий и сборников.
- Игорь Коптюг, Константин Иванов, Александра Юрковская. Такой чувствительный ЯМР, «Наука из первых рук» , 2014
- Коптюг Игорь Валентинович. ЯМР: раздвигая границы возможного // Наука из первых рук. — 2011. — Вып. 2 (38). — С. 68–75. — ISSN 1810-3960.
- И. В. Коптюг, А. А. Лысова, К. В. Ковтунов, В. В. Живонитко, А. В. Хомичев, Р. З. Сагдеев, «Многоядерная магнитно-резонансная томография — многофункциональный инструментарий для исследования свойств материалов, процессов транспорта и каталитических реакций», Успехи химии, 76:6 (2007), 628—645
- I. V. Koptyug, A. A. Lysova, K. V. Kovtunov, V. V. Zhivonitko, A. V. Khomichev, R. Z. Sagdeev, «Multinuclear magnetic resonance imaging as a multifunctional tool for the investigation of the properties of materials, transport processes and catalytic reactions», Russian Chem. Reviews, 76:6 (2007)
- И. В. Коптюг, Р. З. Сагдеев, «Нетрадиционные приложения метода ЯМР-томографии», Усп. хим., 72:2 (2003), 183—212
- I. V. Koptyug, R. Z. Sagdeev, «Non-traditional applications of NMR tomography», Russian Chem. Reviews, 72:2 (2003)
- И. В. Коптюг, Р. З. Сагдеев, «Применение метода ЯМР-томографии для исследования процессов транспорта вещества», Усп. хим., 71:10 (2002), 899—949
- I. V. Koptyug, R. Z. Sagdeev, «Applications of NMR tomography to mass transfer studies», Russian Chem. Reviews, 71:10 (2002), 789—835
- И. В. Коптюг, Р. З. Сагдеев, «Современные физико-химические приложения ЯМР-томографии. Специфика метода и его применение для исследования объектов, содержащих жидкости», Усп. хим., 71:7 (2002), 672—699
- I. V. Koptyug, R. Z. Sagdeev, «Modern applications of NMR tomography in physical chemistry. The characteristic features of the technique and its applications to studies of liquid-containing objects», Russian Chem. Reviews, 71:7 (2002), 593—617

## Награды
- 2011 — Премия имени В. А. Коптюга (совместно с Н. З. Ляховым и Н. П. Тарасовой) — за цикл работ «Использование принципов зелёной химии в фундаментальных и прикладных исследованиях в интересах устойчивого развития».
- 2016 — Премия имени А. А. Баландина (совместно с А. Ю. Стахеевым, В. И. Бухтияровым) — за серию работ «Наноструктурирование активного компонента — метод управления каталитическими свойствами нанесенных металлических катализаторов в реакциях гидрирования и окисления»